# Eucharia bivittata
Eucharia bivittata är en fjärilsart som beskrevs av O. Schultz. Eucharia bivittata ingår i släktet Eucharia och familjen björnspinnare. Inga underarter finns listade i Catalogue of Life.